# Ramin Yektaparast
Ramin Yektaparast (genannt Ramin Y.; geboren am 1. März 1988 in Mönchengladbach; gestorben im April 2024 im Iran) war ein Deutsch-Iraner und ehemaliger Präsident der Kölner Bandidos, später des Charters „MG City“ der Rockergruppierung Hells Angels in Mönchengladbach. Er wurde international wegen schweren Straftaten gesucht und hielt sich seit 2021 im Iran auf.

## Beginn der Rockerkarriere
Mit Beginn der Volljährigkeit startete Ramin Y. zunächst im Nachtleben als Türsteher und führte sonstige Tätigkeiten im Sicherheitsdienst aus. Kurze Zeit später schloss er sich der „Arabischen Brüderschaft“, unter Führung von Ahmed und Brahim Z., an, die großen Einfluss in der Rotlicht- und Türsteherszene haben. Ramin Y. war von Juli 2009 bis November 2010 Geschäftsführer eines Bordells in Leverkusen und begann seine Rockerkarriere bei den Bandidos.
Er war zunächst Prospect und geriet dadurch in den Fokus der Ermittlungsbehörden. 2011 galt Ramin Y. Medienberichten zufolge als Präsident der Leverkusener Bandidos und gründete deren angeblich größtes Chapter mit sechs „Sergeant at Arms“. Dieses nannte er „Bandidos Westgate“. Dass dieses Chapter keinen festen Sitz hatte und sie so in ganz Nordrhein-Westfalen agieren konnten, steigerte die Gefährlichkeit seiner Mitglieder, weil es die Ermittlungen der Polizei erheblich erschwerte.
Nach mehreren Auseinandersetzungen mit den verfeindeten Hells Angels in Mönchengladbach Anfang des Jahres 2012 gerieten Ramin Y. und seine Clubbrüder unter Tatverdacht, mehrere Mitglieder der Hells Angels angegriffen und lebensgefährlich verletzt zu haben.

## Wechsel zu den Hells Angels
Ende des Jahres 2012 lief Ramin Y. zusammen mit seinem gesamten Chapter „Bandidos Westgate“, das zu diesem Zeitpunkt aus 30 Vollmitgliedern und 70 Unterstützern bestand, in die Reihen der Hells Angels in Krefeld über und entfachte damit den Rockerkrieg am Niederrhein. Im „Club 81“, der damalige Vereinssitz in Krefeld, fand eine offizielle Begrüßung für die neuen Clubbrüder statt, in der Ramin Y. als Anführer der Überläufer erklärte: „Wir, die Ex-Member des Bandidos MC, haben uns entschieden, unsere Farben abzulegen, da wir unsere Vorstellung von Bruderschaft in der sogenannten Bandidos Nation nicht finden konnten.“ Aus den „Bandidos Westgate“ wurden die „Hells Angels West Central“.
Bei den Hells Angels baute sich Ramin Y. schnell auf und gründete in Oberhausen seinen eigenen Charter mit dem Namen „Hellgate“. Dieser Charter wirkte sehr konfliktverstärkend und soll laut Medienberichten mehrere Anschläge auf „Satudarahs“ und „Bandidos“ verübt haben.
Ramin Y. verließ seinen von ihm gegründeten Charter „Hellgate“ und gründete im Juni 2014 ein neues Charter in Mönchengladbach, das den Namen „MG City 2014“ trägt.

## Straftaten
Im Februar 2014 geriet Ramin Y. in Verdacht, einen Clubbruder Kai M., der als Spitzel galt, ermordet zu haben. Dieser Mordverdacht stützte sich u. a. auf ein sogenanntes „Filthy-Few“-Tattoo („Die wenigen Dreckigen“), das er sich kurz nach dem Verschwinden von Kai M. habe stechen lassen und das ein Hells Angel angeblich nur tragen darf, wenn er getötet hat. Polizei und SEK stürmten und durchsuchten am 28. Juli 2016 seine Wohnung und nahmen ihn vorübergehend fest. Er wurde außerdem verdächtigt, einen im November 2022 verübten Brandanschlag auf die Bochumer Synagoge und einen ähnlichen Anschlag in Essen geplant und beauftragt zu haben. Er soll für die iranische Revolutionsgarde (kurz: IRGC) tätig gewesen sein. Außerdem wurde ihm vorgeworfen, ein Operativteam mit komplexem Netzwerk in Europa anzuführen. Ramin Y. war seit 2021 flüchtig und soll sich seither im Iran aufgehalten haben.